# Ptilinop magnífic
El ptilinop magnífic (Megaloprepia magnifica) és una espècie d'ocell de la família dels colúmbids (Columbidae) que habita els boscos de Nova Guinea, les Illes Raja Ampat, Yapen, Manam i Karkar, i Austràlia a l'est de Queensland i nord-est de Nova Gal·les del Sud.